# Fédération nationale des travailleurs de l'État CGT
La Fédération nationale des travailleurs de l'État (FNTE-CGT) est la fédération professionnelle de la Confédération générale du travail qui organise les personnels du Ministère de la Défense, de établissements publics de l'industrie de l'armement et des arsenaux, ainsi que des personnels à statut d'ouvrier d'état
comme ceux de la Monnaie de Paris par exemple.